# Goubbiah, mon amour
 (juillet 2020).
Si vous disposez d'ouvrages ou d'articles de référence ou si vous connaissez des sites web de qualité traitant du thème abordé ici, merci de compléter l'article en donnant les références utiles à sa vérifiabilité et en les liant à la section « Notes et références ».
Pour plus de détails, voir Fiche technique et Distribution.
Goubbiah, mon amour est un film franco-italien réalisé par Robert Darène, sorti en 1956.
Le film présente une love story sur la côte dalmate en Yougoslavie entre un pêcheur paresseux le jour, sculpteur opiniâtre la nuit, amoureux fou et la belle gitane Trinida, promise à Peppo, un autre gitan selon la tradition.

## Synopsis
En Yougoslavie, en 1955, sur la côte dalmate : Goubbiah (Jean Marais) est un beau gosse, pauvre pêcheur d’éponges. Le jour, il est surveillant dans une pêcherie mais il est un peu fainéant et beaucoup rêveur. La nuit, sa passion est de sculpter des statuettes avec son couteau. Goubbiah cherche à s’évader de la vie ordinaire qui l’écœure, tel le comportement de l'oncle et de la tante chez qui il vit et qui ne mangent pas sans l'aide de leur neveu.
Un jour, Trinida (Delia Scala), une jeune et belle gitane, vient lui apporter des nouvelles de son père (Henri Nassiet), homme étrange qui vit retiré dans la montagne. Il est au plus mal et désire voir son fils une dernière fois pour lui donner un secret qui va le rendre riche. Tandis que son vieux père meurt dans ses bras, d’un geste maladroit, Goubbiah détruit ce plan. La richesse part en fumée qu’importe Goubbiah découvre son amour pour la belle et ardente gitane. Cette conquête va lui être une sacrée aventure car, suivant la coutume et la tradition, on n'a pas le choix. Trinida est fiancée depuis l'enfance à Peppo (Gil Delamare). Mais elle ne veut pas l'épouser, car c'est un ivrogne et grossier personnage. Elle lui préfère Goubbiah. Pour éviter les représailles de la tribu, Jao (Charles Moulin), père de Trinida, tente d'éloigner Goubbiah par tous les moyens. Il l’oblige à partir dans les montagnes travailler dans une carrière de marbre dirigée par Spence (Félix Marten), un patron sympathique mais dont la beauté de sa femme lui attire les pires ennuis. Fort heureusement, Goubbiah les sauve à temps d’un incendie meurtrier, ce qui va donner naissance à une grande amitié entre eux. Taciturne et volontaire, Goubbiah ne renonce jamais à son amour et plusieurs fois il rejoint la tribu, pour tenter de revoir sa gitane tout en évitant les embuscades qu'on lui tend. Ainsi, il va jusqu’à accepter de prendre pour maîtresse Carola (Kerima), payée par Jao, malgré lui, toujours pour le détourner de sa fille.
C’est alors que le jour même du mariage forcé, prévenu à temps et aidé par Spence, Goubbiah décide d'affronter la tribu des gitans. Fortement armé de dynamite, il oblige Jao, en pleine cérémonie, à le marier à sa fille en pratiquant l'échange du sang de Trinida avec le sien. Le couple se sauve, avec la bénédiction des parents de Trinida, mais poursuivi par le reste de la bande de gitans, dirigée par Peppo et Carola, décidés coûte que coûte à les rattraper. La dramatique chevauchée et infernale poursuite à flanc de montagne seront fatales aux poursuivants, écrasés par la chute des rochers provoquée par Goubbiah. La voie est enfin libre pour les jeunes mariés !

## Fiche technique
- Titre : Goubbiah, mon amour
- Autre titre : Traqués dans la nuit
- Réalisation : Robert Darène, assisté de Georges Lautner
- Scénario : René Barjavel et Robert Darène, d'après le roman Gubbiah de Jean Martet
- Dialogues : René Barjavel
- Photographie : Roger Hubert
- Son : Louis Hochet
- Musique : Joseph Kosma
- Montage : Germaine Artus
- Production :  Consortium de Productions de Films -  Italia Produzione
- Directeur de production : Maurice Juven
- Pays de production :  France,  Italie
- Langue originale : français
- Format : couleur (Eastmancolor)
- Son : mono
- Genre : Film dramatique
- Durée : 90 minutes
- Date de sortie : 
  - France : 14 mars 1956
- Affiche : Jean Mascii (France)

## Distribution
- Jean Marais : Goubbiah
- Delia Scala : Trinida
- Gil Delamare : Peppo, le fiancé de Trinida
- Félix Marten : Spence, le directeur de la carrière de marbre
- Damia : la mère de Trinida
- Héléna Manson : La tante de Goubbiah
- Robert Darène : L'étranger
- Henri Cogan : Le balafré dit La Scarface
- Charles Moulin : Jao, le père de Trinida
- Henri Nassiet : Le père de Goubbiah
- Louis Bugette : L'oncle de Goubbiah
- Kerima : Carola
- Marie-José Darène : Minnie
- Christian Férez : Tila

## Autour du film
- Le film est une adaptation du roman de Jean Martet [1] dont voici un court résumé : « Gubbiah, c'est le rêveur, l'artiste velléitaire et faible, impuissant à se réaliser : dans ce héros, Jean Martet[2] a su incarner le type profondément humain et émouvant du raté s'évadant de la vie banale qui l'écœure. Gubbiah rencontre un jour, sous les traits d'une bohémienne ardente, l'aventure. Mais, fatal à tous ceux qui l'aiment - et qui, malgré cela, ne peuvent s'empêcher de l'aimer - incendiaire, meurtrier, il entraînera dans la mort, parmi les neiges glacées, Trinidad, celle pour qui il avait tout quitté. »

- Adapté par René Barjavel, les dialogues seraient de Jean Genet (non crédité)[3],[4], [5]. Le film est une suite d'aventures, presque entièrement réalisé en extérieurs et ponctué de poursuites, bagarres, cavalcades, dans un pur style de western. L'histoire, un peu simpliste mais pleine de péripéties, est racontée dans un climat passionnel fait de jalousie, de haine et de violence. Le suspense est permanent, les prises de vues majestueuses.

- Le film a été entièrement tourné en 1955, en couleurs ce qui était plutôt rare à ce moment-là, dans les magnifiques paysages de l’ex-Yougoslavie socialiste (à l’époque du maréchal Tito), sur la côte dalmate en Croatie, vierge de toute construction bétonnée que nous connaissons de nos jours, avec des scènes dans Dubrovnik et dans le magnifique Parc national des lacs de Plitvice….

- Carole Weisweiller, biographe de l'acteur, raconte que le tournage a failli être fatal à l'acteur. La chaleur était écrasante sur les lieux du tournage dans cet endroit de la Yougoslavie, car il n'était pas tombé une goutte d'eau depuis des semaines. Le scénario prévoyait que Marais devait traverser à moto un bois en flammes. Au signal «action!» du metteur en scène, l'allumage du feu mal réglé déclenche un début d'incendie. Totalement inconscient du danger, Marais traverse une véritable mer de flammes tandis que toute l'équipe abandonne le lieu ... Impassible, la caméra fixe est restée pour enregistrer la scène[6].

- Le personnage du gitan appelé Peppo, rival de Goubbiah, est joué par le cascadeur Gil Delamare (1924-1966). Dix ans plus tard, en 1966, Delamare s’est tué durant la mise au point d’une cascade en voiture décapotable, pour aider Jean Marais à la réaliser, dans le film  Le Saint prend l'affût de Christian-Jaque.

- Le film a rassemblé 1,67 million de spectateurs, à sa sortie.